# Pedro Manuel Colón de Portugal
Pedro Manuel Colón de Portugal y de la Cueva (Madrid, 25 dicembre 1651 – Madrid, 9 settembre 1710) è stato un nobile e funzionario spagnolo.

## Biografia
Nacque a Madrid nel 1651, figlio maggiore di Pedro Nuño Colón de Portugal, sesto duca di Veragua e viceré della Nuova Spagna e la sua prima moglie, Isabel Fernández de la Cueva y Enríquez de Cabrera, figlia di Francisco Fernández de La Cueva, ottavo duca di Alburquerque e viceré di Catalogna e Sicilia.
Alla morte del padre, avvenuta nel 1673, ereditò il titolo di Grande di Spagna, Ammiraglio delle Indie, Duca di Veragua e de la Vega, Marchese de Villamizar e Giamaica. Fu l'ultimo ad avere questo titolo perché l'isola venne conquistata dagli inglesi nel 1656. Nel 1675 ricevette l'Ordine del Toson d'Oro. 
Servì come Maestro dei terzi del campo nelle Fiandre e in seguito come un generale di cavalleria dei milanesi. Tra il 1677-1679 fu capitano generale della Galizia, viceré di Valencia 1679-1680; da lì a capitano generale delle galere di Spagna, e dal 1696-1701 servì come viceré di Sicilia.
Nel 1699 fu nominato membro del Consiglio di Stato di Carlo II, e poi di nuovo in Spagna Presidente del Consiglio degli Ordini nel 1703; fu quindi costretto ad abbandonare il Toson d'Oro per ricevere l'abito dell'Ordine di Santiago. Fu poi presidente del Consiglio d'Italia.

## Matrimonio e discendenza
Pedro Manuel sposò a Madrid, il 30 agosto 1674, Teresa Marina de Ayala, IV marchesa de la Mota. La coppia ebbe due figli:
- Pedro Manuel Nuño Colón de Portugal y Ayala VIII Duca di Veragua
- Catalina Ventura Colón de Portugal y Ayala-Toledo, IX Duchessa di Veragua. Il 31 dicembre 1716 Catalina sposa James FitzJames Duca di Berwick.